# Шеремет Леонід Петрович
Шеремет Леонід Петрович (1 березня 1938, с. Рогізна, Сквирський район, Київська область — 18 лютого 2008, Біла Церква, Київська область) — український філософ, педагог, доктор філософських наук, професор, член-кореспондент Української академії політичних наук.

## Біографія

### Ранні роки та освіта
Шеремет Леонід Петрович народився 1 березня 1938 року в селі Рогізна Сквирського району Київської області в сім’ї селян.
У 1952–1956 роках навчався у Сквирському сільськогосподарському технікумі рільництва, де отримав спеціальність агронома. Після здобуття освіти працював за фахом у рідному селі.
З 1957 по 1960 рік проходив службу в рядах Радянської Армії.

### Музично-педагогічна діяльність
У 1961–1966 роках навчався у Київському музичному училищі ім. Глієра зі спеціальності "Народні інструменти". Після закінчення працював викладачем музичної школи в місті Сміла Черкаської області, згодом обіймав посаду директора музичної школи у місті Сквира Київської області.

### Філософська освіта та викладацька діяльність
У 1967–1972 роках здобував освіту на філософському факультеті Київського державного університету ім. Т.Г. Шевченка. Після завершення навчання працював викладачем філософії у Мелітопольському інституті механізації сільського господарства.
У 1987 році захистив кандидатську дисертацію з філософії у Київському державному університеті ім. Т.Г. Шевченка та здобув науковий ступінь кандидата філософських наук. У 1994 після захисту докторської дисертації, рішенням спеціалізованої вченої ради Харківського державного університету, йому було присуджено науковий ступінь доктора філософських наук.
З 1995 року працював у Білоцерківському державному аграрному університеті на кафедрі соціально-гуманітарних наук, отримав вчене звання професора кафедри. У 1999 році обійняв посаду завідувача кафедри філософії та політології цього університету.

### Членство в наукових організаціях
23 травня 1997 року рішенням загальних зборів Української академії політичних наук був обраний членом-кореспондентом УАПН.
2 березня 2006 року на підставі Статуту УАПН отримав звання академіка Української академії політичних наук.

### Наукові здобутки
Леонід Шеремет зробив значний внесок у розвиток освіти та науки в Україні. Є автором близько 120 наукових праць, присвячених аналізу та популяризації культурологічних і філософсько-методологічних принципів формування особистості.

#### Монографії
- «Формування особистості засобами музики (філософсько-культорологічний аналіз)» (1994)[1]
- «Філософський сенс життя як буття людини і культури» (2002)
- «Концептуально-методологічні принципи формування особистості (філософсько-культурологічний аналіз)» (2005)